# Никифор III (митрополит Київський)
Ники́фор ІІІ — православний церковний діяч, митрополит Київський та всієї Руси.
Відомостей про життя та діяльність Никифора III майже не збереглося. В ієрархії Київської митрополії його ім'я має бути Никифор ІІІ, після Архіпастирів-греків Никифора І (1104—1121) та Никифора ІІ (1182—1198). Очевидно, Никифор ІІІ був митрополитом лише трошки понад року. А можливо помер в дорозі, адже його печатка (з колекції відомого київського колекціонера Олексія Шереметьєва) була знайдена в Херсонесі (Севастополь).
Судячи з напису на печатці, яку було вперше презентовано на міжнародній конференції з історії Русі у Варшаві 2 лютого 2020 р., Никифор посідає місце між митрополитами Кирилом та Максимом, тобто між 1281—1283 рр. Раніше не відомого з джерел Київського митрополита відкрив світу український історик та громадський діяч Олександр Алфьоров, який виступив доповідачем конференції з темою «Нові імена ієрархів Київської Митрополії, згідно зі сфрагістикою (XII—XIII ст.)».
За його словами, печатка датується другою половиною XIII сторіччя. «А в цей час лакуна для нового митрополита дуже мала, власне — ці пару років. Датувати її навіть початком XIII століття не можливо за особливостями палеографії»,  — вважає дослідник.